# Mauro Contreras
Mauro Isidro Contreras Hernández (* 15. Januar 1996 in Lagos de Moreno, Jalisco) ist ein ehemaliger mexikanischer Fußballspieler, dessen bevorzugte Position sich im offensiven Mittelfeld befand.

## Laufbahn
Contreras wurde im Nachwuchsbereich des Club Deportivo Guadalajara ausgebildet und schaffte in der Clausura 2017 den Sprung in die erste Mannschaft. Obwohl Contreras über einen Einsatz in der höchsten Spielklasse nicht hinauskam, gehörte er somit zum Kader der Meistermannschaft jener Spielzeit.
Contreras konnte sich jedoch nicht durchsetzen und wurde in der Saison 2017/18 an den Zweitligisten Atlético Zacatepec ausgeliehen, für den er 12 Punktspiele absolvierte und ein Tor erzielte. Darüber hinaus kam Contreras in derselben Saison in insgesamt neun Pokalspielen von Zacatepec zum Einsatz.
Nach der Saison 2017/18 beendete Contreras seine aktive Laufbahn oder zog sich in eine untere Spielklasse zurück.